# Wolfenstein: Youngblood
Wolfenstein: Youngblood — шутер від першої особи 2019 року, розроблений MachineGames та Arkane Studios і виданий Bethesda Softworks. Гра є спін-оффом серії Wolfenstein і вийшла для Windows, Nintendo Switch, PlayStation 4 та Xbox One у липні 2019 року, а також для Stadia у листопаді 2019 року як стартова гра. Гра отримала змішані відгуки від критиків, які вважали, що це крок назад у порівнянні з попередніми частинами, хоча деякі рецензенти похвалили бойові дії.

## Геймплей
Гравець бере на себе контроль над Джессі або Зофією Блажкович з перспективи від першої особи; опціонально доступний кооперативний багатокористувацький режим. Гравці можуть проходити гру з іншим гравцем або зі штучним інтелектом. Місії можна виконувати в нелінійному порядку, а гравці можуть розблоковувати нове спорядження та здібності в міру проходження гри

## Сюжет
Через двадцять років після подій Wolfenstein II: The New Colossus Америку та більшу частину світу звільнено від нацистського контролю, і Бі Джей Блазкович та його дружина Аня виховують своїх доньок-близнючок Джессі та Зофію, навчаючи їх, як захищати себе. У 1980 році Блазкович таємниче зникає безслідно. Джессі, Зофія та їхня подруга Еббі, донька Грейс Вокер, знаходять на горищі потаємну кімнату з картою, яка вказує на те, що Блазкович поїхав до окупованого нацистами Нового Парижа, щоб зустрітися з французьким Опором. Вважаючи, що американська влада не буде переслідувати Блажковича в нацистській Франції, дівчата викрадають гелікоптер ФБР і пару бронекостюмів з електроприводом і вирушають до Франції.
У Франції дівчата зустрічаються з лідером Опору Джуджу, яка підтверджує, що зустрічалася з Блажковичем, але не знає, де він зараз перебуває. Вони дізнаються, що він намагається знайти шлях до секретного нацистського об'єкту під назвою «Лабораторія Х». Щоб отримати доступ до «Лабораторії Х», дівчата вирішують допомогти Опору зламати головні комп'ютери «Братів» — трійці охоронних веж, які зберігають ключі від «Лабораторії Х». Переглянувши дані в комп'ютерах «Братів», Еббі розуміє, що Джуджу — нацистський агент, а її напарник — генерал Лотар, опальний командувач нацистськими військами в Новому Парижі. Дівчата вдають, що п'ють отруєне вино Джуджу, а Лотар зловтішається, що, маючи під контролем Братів, він може розпочати реалізацію своїх планів зі створення Четвертого Рейху без втручання свого начальства в Берліні. Починається сутичка, Лотару і Джуджу вдається втекти, а Еббі отримує удар ножем у ліве око.
Еббі спрямовує Джессі та Зофію на пошуки Лабораторії Х. Вона пояснює, що нацистське керівництво намагалося вбити Лотара за непокору їхнім наказам, змусивши його переховуватися, де він врешті-решт проник до французького Опору за допомогою Джуджу. Джессі та Зофія проникають у Лабораторію Х і спускаються на її найглибший рівень, де знаходять Блажковича. Він розповідає їм, що після вбивства Гітлера в 1960-х роках він випадково активував пристрій судного дня, який з часом зробить Землю непридатною для життя. Щоб знайти спосіб зупинити пристрій судного дня, він вирушає до Лабораторії Х, де дізнається про існування кількох альтернативних вимірів і бачить один з них, де нацисти програли Другу світову війну. Потім він використовує артефакт Да'ат Ішуд, щоб оновити силові бронекостюми Джессі та Зофії, і направляє їх на пошуки Лотара. Тим часом Лотар повертає свою стару штаб-квартиру і наказує своїм союзникам у Берліні організувати переворот проти уряду. Джессі та Зофія стикаються з Дзюдзю та Лотаром і вбивають їх обох.
Згодом приїжджають Аня і Грейс. Усвідомлюючи загрозу, яку становить Четвертий Рейх, Блазкович, Аня і Грейс вирішують закликати всіх своїх союзників по всьому світу до боротьби з Четвертим Рейхом. Джессі, Зофія та Еббі вирішують залишитися в Парижі, щоб захистити його від контратаки Четвертого Рейху.

## Створення
Bethesda анонсувала гру на виставці Electronic Entertainment Expo 2018. Розробкою гри займалися MachineGames, яка керувала розробкою перезавантаженої серії Wolfenstein, та ліонський офіс Arkane Studios, який раніше займався розробкою серії Dishonored. Спочатку гра була наративною пригодою, що фокусувалася лише на одному з близнюків. Однак під час внутрішнього тестування та отримання відгуків команда розширила рамки історії, зробивши обох близнюків головними героями гри, а також додала кооперативний багатокористувацький режим, щоб двоє гравців могли пройти гру за сестер-близнюків разом. До Deluxe Edition гри входить Buddy Pass, який можна подарувати гравцеві, що не має власної копії гри. Дружній пропуск дає змогу цьому гравцеві завантажити та грати в гру, не купуючи її, за умови, що він гратиме в неї в одній ігровій сесії з гравцем, який дарує йому пропуск. Wolfenstein: Youngblood вийшла для Windows (через Steam і Bethesda Store),Nintendo Switch, PlayStation 4 і Xbox One 26 липня 2019 року. Розробкою версії для Switch займалася компанія Panic Button. Хоча версія для Nintendo Switch матиме стандартне та делюкс-видання, вона не міститиме фізичної картки гри, натомість буде запропоновано код для завантаження.
Wolfenstein: Youngblood та одночасно випущена Wolfenstein: Cyberpilot стали першими іграми, які скористалися «положенням про соціальну адекватність», запровадженим Unterhaltungssoftware Selbstkontrolle (USK; німецька рада з оцінки програмного забезпечення) у серпні 2018 року, що дозволило використовувати нацистські образи у відеоіграх у відповідних сценаріях, які розглядаються в кожному конкретному випадку. Попри офіційний рейтинг USK, великі німецькі ритейлери, такі як MediaMarkt, Saturn та GameStop, відмовилися продавати нецензуровану версію, пропонуючи лише окрему німецьку версію, в якій відсутні всі нацистські зображення та згадки, а німецька мова є єдиною мовною опцією

## Рецепція
| Aggregator | Score                                              |
| ---------- | -------------------------------------------------- |
| Metacritic | (NS) 66/100 (PC) 69/100 (PS4) 63/100 (XONE) 68/100 |

| Publication           | Score  |
| --------------------- | ------ |
| Destructoid           | 6/10   |
| Game Informer         | 8.5/10 |
| GameRevolution        | 2.5/5  |
| GameSpot              | 8/10   |
| GamesRadar+           |        |
| IGN                   | 6.5/10 |
| Nintendo Life         |        |
| Nintendo World Report | 5.5/10 |
| PC Gamer (US)         | 79/100 |

Wolfenstein: Young Blood отримала «змішані або середні» відгуки, згідно з агрегатором рецензій Metacritic.IGN поставив оцінку 6,5/10, зазначивши, що гра «не наближається до того, щоб повернути радість від попередньої частини», тоді як GameSpot поставив оцінку 8/10 за «складні бойові сутички» та «легкі елементи RPG, які оживляють солідну стрілянину», що є кращими, ніж у попередній частині гри. PC Gamer позитивно оцінив гру, набравши 79/100 балів.

### Продажі
Wolfenstein: Youngblood стала другою найбільш продаваною роздрібною грою у Великій Британії через три дні після релізу після Fire Emblem: Three Houses. В Японії було продано близько 2,740 фізичних одиниць для PS4 протягом першого тижня продажів, що зробило гру 20-ю за кількістю продажів серед ігор будь-якого формату.